# 凱爾西鎮區 (明尼蘇達州聖路易斯縣)
凱爾西鎮區（英語：Kelsey Township）是位於美國明尼蘇達州聖路易斯縣的一個行政鎮區。

## 地方資料
凱爾西鎮區的面積為92.41平方千米，當中陸地面積為91.43平方千米，而水域面積為0.97平方千米。根據2020年美國人口普查的數據，當地共有人口152人，而人口密度為每平方千米1.64人。